# Wall Street (film 1987)
Wall Street – amerykański film fabularny z 1987 roku w reżyserii Olivera Stone’a.
Opowiada historię Buda Foksa, młodego maklera giełdowego, który za wszelką cenę pragnie dostać się na szczyty świata finansjery. W tym celu podejmuje pracę u bogatego, ale bezwzględnego Gordona Gekko.

## Obsada
- Michael Douglas jako Gordon Gekko
- Charlie Sheen jako Bud Fox
- Daryl Hannah jako Darien Taylor
- Martin Sheen jako Carl Fox
- Terence Stamp jako Larry Wildman
- John C. McGinley jako Marvin
- Hal Holbrook jako Lou Mannheim
- Sean Young jako Kate Gekko

## Nagrody
- 1988 – Nagroda Akademii Filmowej za najlepszą rolę pierwszoplanową Michaela Douglasa
- 1988 – Złoty Glob w kategorii aktor w dramacie (Michael Douglas)
- 1988 – Złota Malina dla najgorszej aktorki drugoplanowej (Daryl Hannah)